# Varacosa gosiuta
Varacosa gosiuta là một loài nhện trong họ Lycosidae.
Loài này thuộc chi Varacosa. Varacosa gosiuta được Ralph Vary Chamberlin miêu tả năm 1908.